# 1961 в аніме

## Релізи
| Українська назва | Японська назва                     | Тип                    | Демографія  | Регіони |
| ---------------- | ---------------------------------- | ---------------------- | ----------- | ------- |
| Фантазія марок   | 切手の幻想(Kitte no Gensō)         | Короткометражний фільм | Загальний   | Японія  |
| Миттєва історія  | インスタントヒストリー             | Телефільм              | Загальний   | Японія  |
| Найменший воїн   | 安寿と厨子王丸(Анджу до Зушіомару) | Фільм                  | Сім'я, Діти | Японія  |

## Народилися
- 19 липня — Норіюкі Абе, режисер, художник-розкадровщик, звукорежисер
- 21 листопада — Такамі Акай, дизайнер персонажів, аніматор

## Померли
- 28 липня : Нобуро Офудзі, японський режисер і аніматор, помер у 61 рік